# Nguyễn Trần Khánh Vân
Nguyễn Trần Khánh Vân (sinh ngày 25 tháng 2 năm 1995), thường được biết đến với nghệ danh Khánh Vân, là một nữ người mẫu, diễn viên kiêm doanh nhân người Việt Nam. Được đánh giá là một trong những người mẫu Việt Nam xuất sắc nhất trong thế hệ của mình, cô từng đạt giải bạc Siêu mẫu Việt Nam 2018, đăng quang Hoa hậu Hoàn vũ Việt Nam 2019, sau đó đại diện Việt Nam tại Hoa hậu Hoàn vũ 2020 và lọt vào Top 21 chung cuộc nhờ chiến thắng giải bình chọn từ khán giả.

## Tiểu sử
Khánh Vân sinh ra và lớn lên tại Thành phố Hồ Chí Minh. Khánh Vân từng là học sinh của trường Trung học phổ thông Lý Tự Trọng (thuộc Trường Cao đẳng Lý Tự Trọng). Cô từng theo học tại khoa Diễn viên kịch, Diễn viên điện ảnh tại Trường Đại học Sân khấu - Điện ảnh Thành phố Hồ Chí Minh. Cô dính nghi vấn bị trường Đại học Sân khấu - Điện ảnh TPHCM buộc thôi học.

## Sự nghiệp

### Các hoạt động
Năm 2013, với chiều cao nổi trội và thân hình cân đối, Khánh Vân đã đăng quang Hoa khôi Áo dài Nữ sinh Việt Nam. Năm 2014, cô tham gia cuộc thi Miss Ngôi sao và đạt giải Á khôi 2, cùng năm cô tham gia Hoa hậu Việt Nam và lọt Top 40 thí sinh tham gia vòng chung kết.
Năm 2015, Khánh Vân tham gia Hoa hậu Hoàn vũ Việt Nam được tổ chức lần thứ hai sau bảy năm kể từ khi Hoa hậu Hoàn vũ Việt Nam 2008 Nguyễn Thùy Lâm đăng quang, cô dừng chân ở Top 10 chung cuộc cùng giải phụ Người đẹp Áo dài trong đêm chung kết tối ngày 3 tháng 10.. Người đăng quang năm đó là Phạm Thị Hương, đại diện của Hải Phòng. Ngày 14 tháng 8 cùng năm, Khánh Vân xuất hiện với vai trò diễn viên trong Trại cá sấu.
Năm 2016, sau cuộc thi Hoa hậu Hoàn vũ Việt Nam 2015, cô tham gia bộ phim Thiếu gia nhà nghèo.
Năm 2017, Khánh Vân tiếp tục tham gia phim ảnh như Sài Gòn không lỗi hẹn.
Năm 2018, cô tham gia chương trình truyền hình thực tế tìm kiếm người mẫu Siêu mẫu Việt Nam, dưới sự dẫn dắt của Huấn luyện viên Hương Giang, cô đạt giải Bạc chung cuộc.
Năm 2019, Khánh Vân tham gia trong một Web Drama đình đám Bệnh viện thần ái trong vai cô điều dưỡng Hạ. Năm 2022, cô làm đại sứ cho Chiến dịch Tôi đồng ý ủng hộ hôn nhân cùng giới và cộng đồng LGBT ở Việt Nam.

### Hoa hậu Hoàn vũ Việt Nam 2019
Năm 2019, cô trở lại đấu trường nhan sắc Hoa hậu Hoàn vũ Việt Nam và tham gia dưới hình thức truyền hình thực tế, chương trình Tôi là Hoa hậu Hoàn vũ Việt Nam 2019. Ngày 7 tháng 12 năm 2019, vào đêm chung kết của cuộc thi, cô đã đăng quang ngôi vị cao nhất của cuộc thi cùng giải thưởng phụ Người đẹp Áo dài và Best Catwalk (Catwalk tốt nhất), kế nhiệm Hoa hậu Hoàn vũ Việt Nam 2017 H'Hen Niê và đại diện Việt Nam tại đấu trường Hoa hậu Hoàn vũ 2020. Á hậu 1 là Nguyễn Huỳnh Kim Duyên và Á hậu 2 là Phạm Hồng Thúy Vân.
Ngay sau khi đăng quang, Khánh Vân chia sẻ cô được đại diện của One Body Village tìm đến và ngỏ lời mời làm đại sứ vì nghe được câu chuyện cô bị quấy rối mà Khánh Vân chia sẻ trong hành trình cô thi Hoa hậu Hoàn vũ Việt Nam 2019, ngay sau đó, nàng hậu đã được công ty chủ quản phê duyệt và bắt đầu những chuyến hành trình đi giải cứu những em bé bị xâm hại tình dục cùng với OBV. Được biết, sau khi hoàn thành nhiệm kỳ, Khánh Vân vẫn tiếp tục thực hiện "sứ mạng" này của mình.

### Hoa hậu Hoàn vũ 2020
Hoa hậu Hoàn vũ 2020 được tổ chức ngày 16 tháng 5 năm 2021 tại khu nghỉ dưỡng và Casino Seminole Hard Rock, Hollywood, Florida, Hoa Kỳ. Nguyễn Trần Khánh Vân đại diện Việt Nam tham dự cuộc thi và đã lọt Top 21 với số lượt bình chọn cao nhất lịch sử Hoa hậu Hoàn Vũ.

### Vẻ đẹp vượt Thời gian 2020
Khánh Vân là đại diện Việt Nam duy nhất tham gia Vẻ đẹp vượt Thời gian 2020 và chỉ dừng chân tại Top 43 (Hạng 17).

### Miss Grand Slam 2020
Khánh Vân cũng là đại diện cho Việt Nam tham gia và lọt vào Top 20 chung cuộc. Tuy nhiên cô sau đó không có mặt ở Top 8.

### Queen of the Year 2020
Khánh Vân là đại diện tham gia Queen of the Year 2020 và dừng chân tại Top 7 chung cuộc.

## Đời tư
Vào ngày 12 tháng 12 năm 2024, Khánh Vân kết hôn với bạn trai nhiếp ảnh gia là Nguyễn Long, hơn cô 17 tuổi.

## Tranh cãi
Ngay từ khi đăng quang vào năm 2019, Nguyễn Trần Khánh Vân bị một bộ phận khán giả cho rằng cô không xứng đáng trở thành Hoa hậu Hoàn vũ Việt Nam vì nhan sắc và câu trả lời ứng xử không đủ sức thuyết phục so với hai Á hậu. Tuy nhiên, thời gian gần đây, đại bộ phận công chúng đã có cái nhìn tích cực hơn sau khi Khánh Vân trả vương miện, cụ thể, cụm từ "trái tim yêu thương" của Khánh Vân từng bị đem ra để dè bỉu, miệt thị, nhưng sau những cống hiến của Khánh Vân cho cộng đồng, tiêu biểu là tổ chức giải cứu và bảo vệ trẻ em đã và có nguy cơ bị xâm hại tình dục OBV (One Body Village), hình ảnh của cô nàng đã trở nên tích cực hơn. Đương nhiệm trong thời kỳ COVID, cô không tránh khỏi gặp nhiều khó khăn trong vai trò đương kim hoa hậu, nhưng bên cạnh đó, Khánh Vân vẫn ghi điểm trong mắt khán giả và người hâm mộ bởi những hình ảnh cô nàng tích cực đóng góp đẩy lùi dịch bệnh. Cụ thể, nàng hậu tự tay "vũ trang" xuống phố để phân phát lương thực cho các cán bộ, y bác sĩ chống dịch, hơn 500 phần quà được cô nàng chuẩn bị cho những mảnh đời bất hạnh trong thời kỳ COVID-19, bao gồm 300 phần cho những hộ dân nghèo và 250 phần quà cho những người khuyết tật được Khánh Vân tự tay trao tặng. Bên cạnh đó, hình ảnh Khánh Vân "hài hước" nhặt nhạnh những quả chanh còn sót lại sau khi tiếp tế lương thực cũng được chia sẻ rộng rãi. Nhiều người cho rằng tuy cô không mang về thành tích cao trên đấu trường quốc tế, nhưng với cương vị là một hoa hậu, cô đã hoàn thành vô cùng tốt trách nhiệm của mình với cộng đồng và xã hội.
Trong thời gian tham dự Hoa hậu Hoàn vũ 2020, cô tiếp tục nhận về nhiều chỉ trích vì khả năng giao tiếp bằng tiếng Anh không tốt, phải nhờ đến phiên dịch, song song đó, cũng phải kể đến rất nhiều trường hợp còn rất nhiều đại diện khác ở Việt Nam và trên thế giới cũng nhờ tới sự trợ giúp của phiên dịch viên.
Vào ngày 18 tháng 12 năm 2021, mạng xã hội lan truyền một nguồn tin cho thấy "trưởng cộng đồng người hâm mộ" của Khánh Vân lên kế hoạch cùng các thành viên khác trong một nhóm chat kín trên Facebook để lập tài khoản giả mạo đi bình luận nói xấu, công kích các Hoa hậu, Á hậu khác là Nguyễn Huỳnh Kim Duyên, Nguyễn Thúc Thùy Tiên và H'Hen Niê. Sự việc được đem ra tranh cãi dữ dội, tuy nhiên, bằng chứng cho thấy Khánh Vân không có trong nhóm chat kín nọ và cô cũng hoàn toàn không có quyền kiểm soát hành động của những người hâm mộ.
Ngày 19 tháng 12 năm 2021, Khánh Vân bị một tài khoản Facebook tố cáo từng có hành vi bạo lực học đường, hành hung người khác khi cô còn là học sinh cấp 2. Ngay sau đó một ngày, hiệu trưởng trường Trung học cơ sở Ngô Quyền tại Thành phố Hồ Chí Minh – nơi Khánh Vân theo học đã lên tiếng phủ nhận chuyện này. Chính bản thân Khánh Vân cũng lên tiếng ngay sau đó, khẳng định cô chưa từng đánh bạn học.
Trong phần nói về chuyện hô tên nước tại chương trình Road to Miss Universe, nơi Khánh Vân xuất hiện chia sẻ kinh nghiệm cho đàn em Kim Duyên chuẩn bị lên đường dự thi đấu trường quốc tế, Khánh Vân đã cho rằng: "Mình phải suy nghĩ là đọc Việt Nam hay là 'Viết Nàm' tại vì thường người nước ngoài thường sẽ hiểu 'Viết Nàm' nhiều hơn là Việt Nam". Phát biểu này của Khánh Vân đã gây tranh cãi và khiến khán giả cho rằng cô không có tinh thần dân tộc, chạy theo Tây hoá nhưng vẫn phát âm không chuẩn tên quốc gia của mình, kể cả tiếng Việt lẫn tiếng Anh. Tuy nhiên, đây thực ra là một chiêu trò cắt ghép của bộ phận antifan khi đã cắt mất nguyên văn câu nói trên, ngay sau đó, Khánh Vân có chia sẻ: "nhưng mà khi hô tên em phải hô Việt Nam", được biết, đây không phải là lần đầu tiên Khánh Vân dính chiêu trò 'evil edit' (cắt dựng ác ý) của antifan, điều này Vô hình trung đã gây ra rất nhiều hiểu lầm không đáng có cho cô nàng.
Khánh Vân cũng từng gây tranh cãi vì lộ lỗ hổng kiến thức văn hoá trên sóng truyền hình. Cụ thể, khi được hỏi về gọn đèo nào xuất hiện trong bài thơ của Bà Huyện Thanh Quan với hình ảnh "Cỏ cây chen đá, lá chen hoa", Khánh Vân trả lời là "đèo Hải Vân" thay vì "đèo Ngang". Tiếp theo, trong câu hỏi về nóc nhà Đông Dương, Khánh Vân trả lời là "núi Yên Tử" thay vì "đỉnh Fansipan". Cô dính nghi vấn bị trường Đại học Sân khấu - Điện ảnh TPHCM buộc thôi học.

## Diễn xuất

### Phim truyền hình
- Trại cá sấu (vai Thiên Di) (2015)
- Thiếu gia nhà nghèo (vai Hoài Băng) (2016)
- Sài Gòn không lỗi hẹn (2017)
- Những sắc màu hôn nhân (2017)
- Yêu là phải liều (vai thư ký Lan) (2017)
- Sóng xô lẽ phải (2018)
- Một chàng ba nàng (vai Ly) (2019)
- Ngày đông có nắng (vai Quỳnh Nga) (2020)
- Phượng khấu (vai Hạ thị) (2021)

### Phim chiếu mạng
- Bệnh viện thần ái (vai điều dưỡng Hạ) (2019)

## Show diễn nổi bật
| Năm  | Vị trí     | Bộ sưu tập                              | Nhà thiết kế             | Ref    |
| ---- | ---------- | --------------------------------------- | ------------------------ | ------ |
| 2016 | Model      | Quê hương tôi                           | Đinh Văn Thơ             |        |
| 2019 | First Face | Blooming Fungi                          | Lê Ngọc Lâm              | [ 37 ] |
| 2019 | First Face | Ly Giam Tien Atelier Spring Summer 2020 | Lý Giám Tiền             | [ 37 ] |
| 2020 | Vedette    | Giấc mơ tuổi thơ                        | tiNiWorld và các NTK nhí | [ 38 ] |
| 2020 | First Face | Thương                                  | Hoàng Hải                | [ 39 ] |
| 2020 | Vedette    | Sắc màu hạnh phúc                       | Liên Hương               | [ 40 ] |
| 2020 | First Face | I Dreamed A Dream                       | Hoàng Hải                | [ 41 ] |
| 2020 | First Face | Đêm đông cuối cùng                      | Lê Long Dũng             | [ 42 ] |
| 2020 | First Face | Màu của tôi                             | Nguyễn Công Trí          | [ 43 ] |
| 2020 | Vedette    | Kim Lang                                | Đặng Trọng Minh Châu     | [ 44 ] |
| 2021 | First Face | Chạm                                    | Adrian Anh Tuấn          | [ 45 ] |
| 2021 | Vedette    | Sillage                                 | Ivan Trần                | [ 46 ] |
| 2022 | Vedette    | The Fairy Garden                        | Ó Princess               | [ 47 ] |
| 2022 | Vedette    | Lãng Du                                 | Adrian Anh Tuấn          | [ 48 ] |
| 2022 | Vedette    | Trúc                                    | Ivan Trần                | [ 49 ] |
| 2022 | Vedette    | Giấc mơ hoa                             | Tracy Studio             | [ 50 ] |
| 2022 | Vedette    | Cá chép hóa Rồng                        | Phương Hồ                | [ 51 ] |
| 2022 | Vedette    |                                         | Tạ Linh Nhân             | [ 52 ] |
| 2022 | Vedette    | Ánh trăng                               | Tạ Nguyên Phúc           | [ 53 ] |
| 2022 | First Face | Sương                                   | Hoàng Minh Hà            | [ 54 ] |
| 2022 | Vedette    | Super Star                              | Phương Hồ                | [ 55 ] |

## Chương trình
- Về trường (tập 29)
- Siêu tài năng nhí (mùa 1) - Khách mời (tập 3)
- Ký ức vui vẻ (mùa 3, 4) - Đội trưởng Thập niên 2010 (tập 1, 2, 9, 12 - mùa 3 và tập 6, 7 - mùa 4)
- Vietnam Why Not (mùa 1) - Khách mời thí sinh - Đội Nón Lá (cả mùa)
- Kỳ tài thách đấu (mùa 4) - Khách mời (tập 12)
- Giọng ải giọng ai (mùa 5) - Khách mời (tập 4)
- 7 nụ cười xuân (mùa 4) - Khách mời (tập 14)
- Bếp vui bùng vị (mùa 1) - Khách mời (tập 6)
- Ơn giời cậu đây rồi! (mùa 7) - Khách mời (tập 1)
- 7 nụ cười xuân (mùa 5) - Khách mời (tập 1)
- Tường lửa (mùa 2) - Khách mời (tập 14)
- Lạ lắm à nha - Khách mời (tập 28)
- Chọn ai đây (mùa 3) - Thành viên chính trong ban cố vấn (cả mùa)
- Ơn giời cậu đây rồi (mùa 8) - Khách mời (tập 12) - Chiến thắng
- 2 ngày 1 đêm (mùa Lễ hội) - Khách mời (tập 25, 26)
- 7 nụ cười xuân (mùa 7) - Khách mời (tập 13)

## Thành tích
- Đăng quang Hoa khôi Áo dài Nữ sinh Việt Nam 2013
- Á khôi 2 Miss Ngôi sao 2014
- Top 40 tham dự chung kết Hoa hậu Việt Nam 2014
- Top 10 Hoa hậu Hoàn vũ Việt Nam 2015
  - Giải phụ: Người đẹp Áo dài
- Giải bạc Siêu mẫu Việt Nam 2018
- Đăng quang Hoa hậu Hoàn vũ Việt Nam 2019
  - Giải phụ: Best Catwalk
  - Giải phụ: Người đẹp Áo dài
- Top 21 Hoa hậu Hoàn vũ 2020
- Top 20 Miss Grand Slam 2020
- Top 43 Timelines Beauty 2020
- Top 7 Queen Of The Year 2020